# Cantina

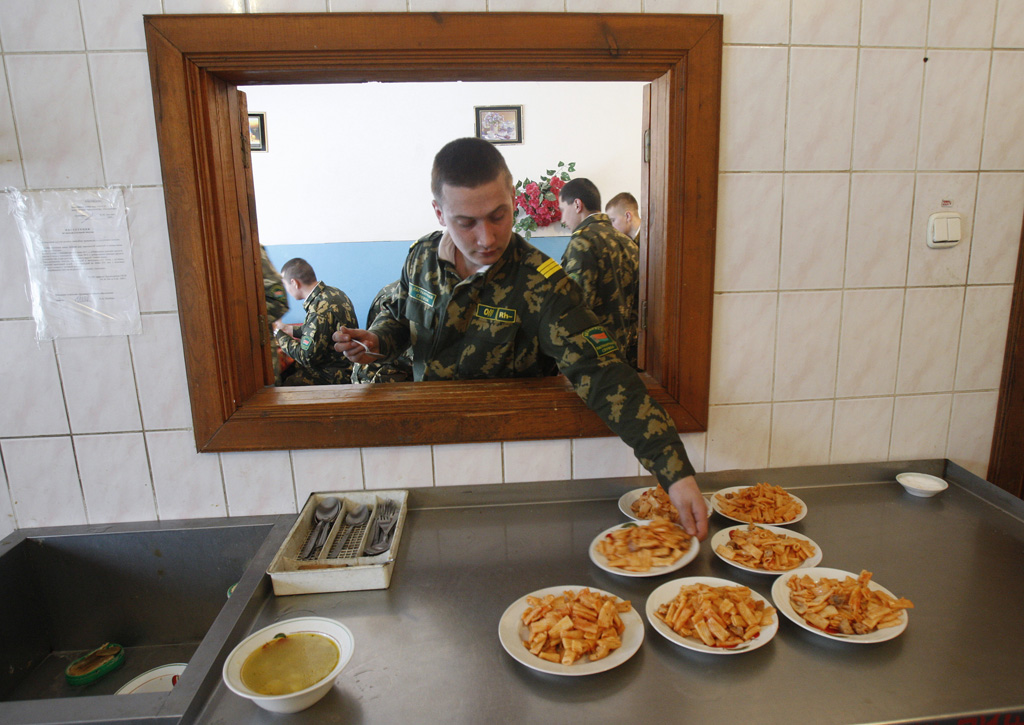
Cantina militar a Belarús (2012)

Una cantina o guingueta és un lloc públic que generalment forma part d'una caserna, d'una institució o empresa, on hom ven begudes i alguns comestibles als empleats o estudiants. Inicialment, la paraula significava les senzilles tabernes per als soldats dins de les casernes, i a poc a poc, es va eixamplar a altres institucions.

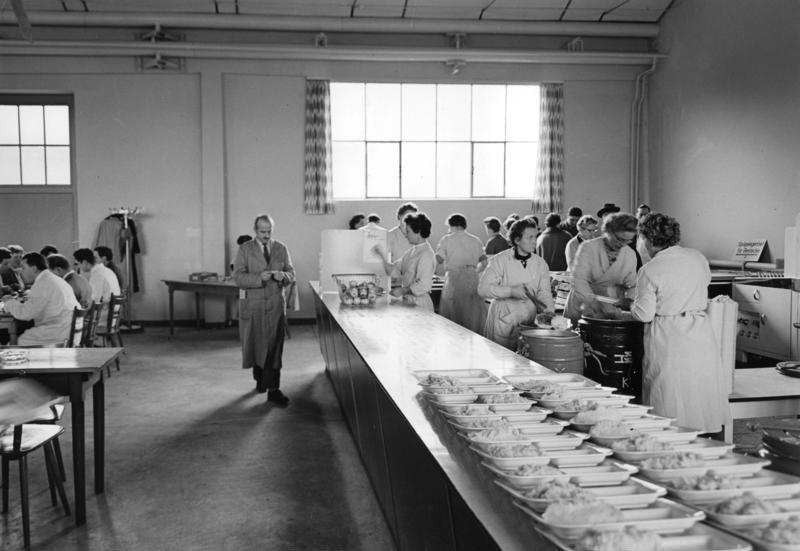
Cantina de l'empresa Grundig a Nürnberg, Alemanya el 1959

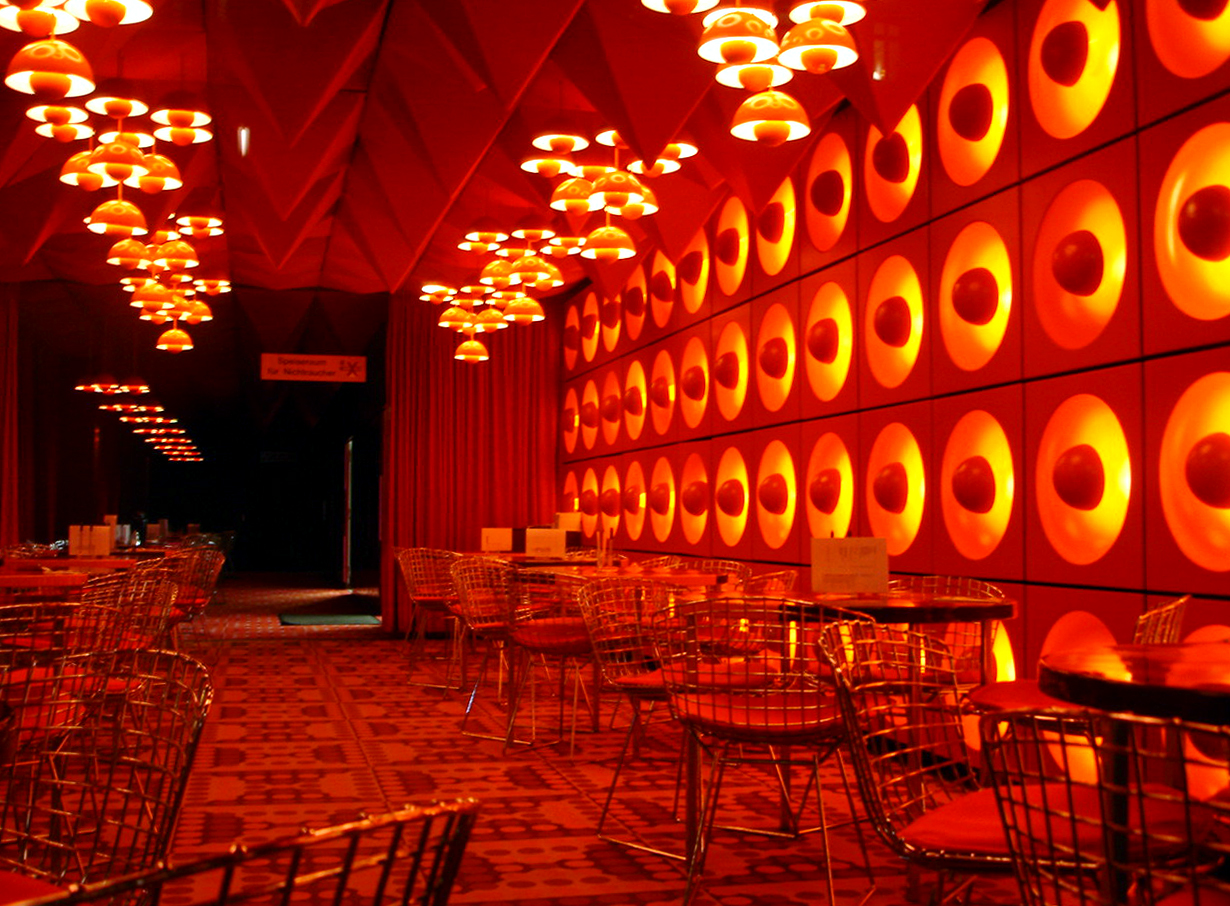
La cantina de Der Spiegel a Hamburg, Alemanya, el 2006

La primera cantina escolar Barcelona es va obrir el 1907, una iniciativa de la mestra i pedagoga Celestina Vigneaux i Cibils (1878-1964). Les cantines escolars o «menjadors» es van desenvolupar molt durant la República sobretot en zones amb alt índex de pobresa: era clar que una nutrició salubre i suficient era indispensable per fomentar la concentració dels alumnes. El servei es va eixamplar i es tendeix a parlar de vegades més aviat de cafeteria o restaurant escolar o d'empresa, paraules sense reminiscències a les austeres cantines de les casernes i escoles d'antany. En l'actualitat, les cantines fan part dels serveis familiars donats per l'empleador per obtenir temps de major qualitat.
Als països catalans, certs restaurants porten el nom de Cantina, de vegades antigues guinguetes que s'han desenvolupat, però més sovint i sobretot restaurants italians que s'inspiren de la paraula italiana homògrafa cantina que tanmateix significa celler. La paraula s'utilitza també per indicar petites guinguetes a platjes o indrets turístics, on es venen begudes i plats senzills.

## En les arts
- Treballant a la cantina (1893), dibuix de Ramon Casas i Carbó (1866-1932)[11]
- La cantina del teatre (1943), pel·lícula de Frank Borzage
- Cantina de la revista Der Spiegel, disseny de Verner Panton (1926-1998), reconstruïda al Museum für Kunst und Gewerbe d'Hamburg[12]
- La Cantina (2006), àlbum de la cantautora mexicana Lila Downs